# Raard
Raard (Friese uitspraak: [ra:t]) is een terpdorp in de gemeente Noardeast-Fryslân, in de Nederlandse provincie Friesland. Raard ligt tussen Dokkum en Lichtaard. Het dorp ligt net ten noorden van de Dokkumer Ee en langs de Raardervaart, die aan de zuidkant om Raard heen loopt. Raard werkt nauw samen met Bornwird en Foudgum. In 2023 telde het dorp Raard 205 inwoners.

## Geschiedenis
Het dorp is ontstaan op een terp die al enkele eeuwen voor de christelijke jaartelling werd bewoond. De terp werd aan de westelijke kant later afgegraven, wat aan de noordkant heel duidelijk is te zien. Hier werd in 1870 de Van Kleffenswei (Van Kleffensweg) naar Lichtaard aangelegd. 
Het dorp werd in 9e eeuw vermeld als Ruonwerde, maar of werkelijk Raard daarmee werd bedoeld is onduidelijk. In 1369 werd Raard in ieder geval vermeld als Rawerth, in 1474 als Raerd en in 1786 als Raard of Rauwerd. De plaatsnaam betekent vermoedelijk bewoonde hoogte (werd) van een persoon met de naam Runo.
Tot 1984 lag Raard in de gemeente Westdongeradeel, daarna in Dongeradeel tot deze in 2019 opging in Noardeast-Fryslân.

## Van Kleffens
De Van Kleffens vormen een belangrijke familie in het dorp. Deze familie is lang heer en meester in Raard geweest en nam een belangrijke plaats in in de grietenij. Later had de familie veel invloed in Dokkum. De familie Van Kleffens heeft een aantal burgemeesters en wethouders voor Dokkum geleverd.
Een van de bekendste telgen uit de familie is Eelco van Kleffens, die minister van Buitenlandse Zaken was in het kabinet Gerbrandy. De weg naar Lichtaard, de Van Kleffensweg, is vernoemd naar de familie. Aan deze weg naar Lichtaard staan twee monumentale boerderijen, de Noord Kleffens en de Zuid Kleffens.

## Kerken
De Johannes de Doperkerk, een hervormde kerk op het niet afgegraven deel van de terp, dateert uit de 13e eeuw en is gewijd aan Johannes de Doper. De kerk heeft een romaanse bouwstijl met dikke muren en kleine boogvensters.
De kerk is deels een museum, het OerKa Irene Verbeek Museum. In dit museum zijn onder andere olieverfschilderijen, sculpturen, betonreliëfs en grafiek te zien. De predikant en dichter François Haverschmidt, beter bekend onder zijn pseudoniem Piet Paaltjens, was in Raard predikant in de periode dat hij diezelfde functie uitoefende in Foudgum.

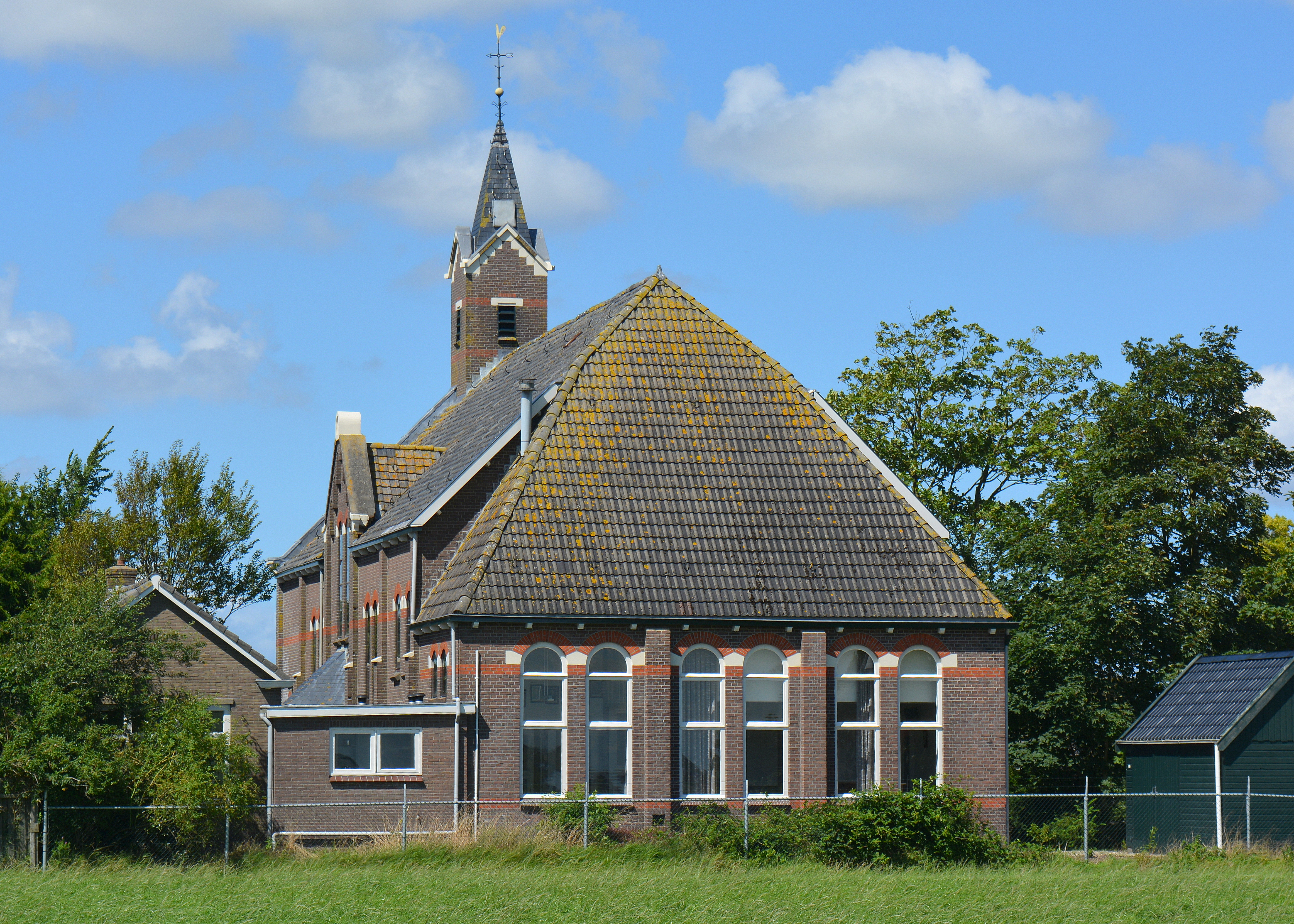
De Marthakerk

Op het kerkhof ligt er een erehof voor een tweetal gesneuvelden tijdens de Tweede Wereldoorlog.
De andere kerk is de Marthakerk. De zaalkerk met geveltoren en ingesnoerde spits, een portaal en rondboogvensters met glas in lood is een gereformeerde kerk uit 1918.

## Sport en cultuur
Het dorp Raard heeft een dorpshuis, De Nije Pôle, dat ook wordt gebruikt door de dorpen Bornwird en Foudgum. Het muziekfestival Dokk'em Open Air vond enkele jaren plaats in Raard. Een deel van de leden van voetbalvereniging vv VCR uit Rinsumageest komt uit Raard. Aan de Van Kleffenswei ligt in het afgegraven deel van de dorpsterp een ijsbaan.

## Onderwijs
Het dorp is voor het basisonderwijs aangewezen op het naastgelegen dorp Bornwird, waar de basisschool Bernewird staat.